# Neustria lombarde

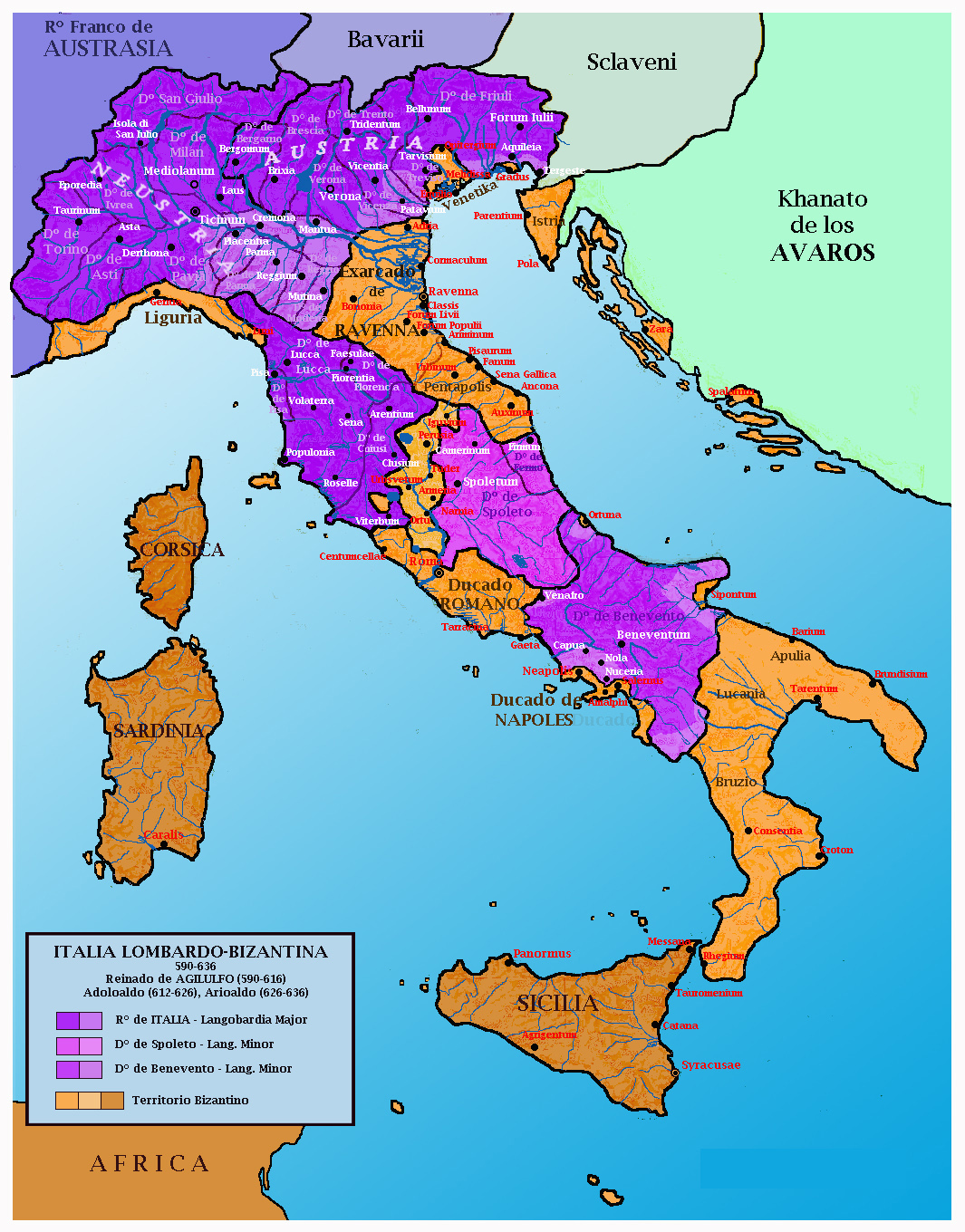
Carte de l'Italie lombarde-byzantine 590-636.

La Neustria était, selon la nomenclature géographique du haut Moyen Âge, la partie occidentale de la Langobardia Maior, c'est-à-dire la partie centrale et septentrionale du royaume lombard, qui s'étendait de l'Adda aux Alpes occidentales et s'opposait à l'Austria. La bipartition, qui s'est affirmée au cours du VIIe siècle, n'avait pas seulement une signification territoriale, mais elle impliquait également des différences culturelles et politiques importantes.

## Territoire
La Neustria comprenait les duchés nord-ouest du royaume lombard ; parmi eux jouaient un rôle de premier plan :
- le duché de Pavie (siège de la cour royale lombarde)
- le duché d'Asti
- le duché de Turin

## Histoire
Les duchés de Neustria ont longtemps été les plus fidèles à la dynastie bavaroise, en acceptant aussi bien l'adhésion au catholicisme que la politique de paix en Italie qui en découlait, sans nouvelles tentatives d'expansion aux dépens des Byzantins et du pape. Au VIIIe siècle, toutefois, la conversion généralisée des Lombards au catholicisme atténua les points d'opposition entre l'Austria et la Neustria, avec une reprise de l'expansion aux dépens des Byzantins sous le roi catholique et neustrien Liutprand (roi depuis 712).
Après la chute du royaume lombard en 774, la Langobardia Maior tomba tout entière au pouvoir des Francs. Sa structure politico-administrative ne fut toutefois pas bouleversée : à la place des ducs on installa des comtes, francs mais aussi lombards.

## Référence de traduction
- (it) Cet article est partiellement ou en totalité issu de l’article de Wikipédia en italien intitulé « Neustria (Longobardi) » (voir la liste des auteurs).

### Sources primaires
- Origo gentis Langobardorum, ed. Georg Waitz in Monumenta Germaniae Historica SS rer. Lang.
- Paul Diacre, Historia Langobardorum (‘’Histoire des Lombards’’, études et commentaires de Lidia Capo, Lorenzo Valla/Mondadori, Milan 1992).

### Sources secondaires
- Lidia Capo. Commento a Paolo Diacono, Lidia Capo (a cura di) Storia dei Longobardi, Milano, Lorenzo Valla/Mondadori, 1992.  (ISBN 88-04-33010-4)
- Jörg Jarnut, Storia dei Longobardi, Torino, Einaudi, 2002.  (ISBN 88-464-4085-4)
- Sergio Rovagnati, I Longobardi, Milano, Xenia, 2003.  (ISBN 88-7273-484-3)